# Microula filicaulis
Microula filicaulis är en strävbladig växtart som beskrevs av Wen Tsai Wang. Microula filicaulis ingår i släktet Microula och familjen strävbladiga växter. Inga underarter finns listade i Catalogue of Life.